# Vitrificació
La vitrificació  és el procés de conversió d'un material en un sòlid amorf similar al vidre, mancat de tota estructura cristal·lina. Això s'aconsegueix per mitjà d'escalfament o refredament molt ràpid o mitjançant la barreja amb un additiu. El procés ha de ser el més ràpid o instantani possible, per aquest motiu es fa servir el sistema anomenat  criotop .
Quan el material de partida és sòlid, la vitrificació normalment comporta l'escalfament de la substància a molt altes temperatures. Molts materials ceràmics es produeixen d'aquesta manera. Aquest tipus de vitrificació també pot succeir de manera natural quan un llamp cau en sorra: les altes temperatures poden crear unes estructures ramificades anomenades fulgurites.
Quan el material de partida és un líquid, necessitarem un refredament molt ràpid o la introducció d'agents que impedeixin la formació de cristalls. De forma natural, les granotes
,
peixos i insectes àrtics produeixen glicerol i glucosa per reduir la formació de gel.
La solidificació d'un sòlid vitri es produeix a la temperatura de transició vítria, que és menor que la temperatura de fusió.
Es fa servir àmpliament com a tècnica de crioconservació d'embrions i oòcits. Aquesta vitrificació s'aconsegueix mitjançant un refredament molt ràpid en el qual s'utilitza una solució altament concentrada que no cristal·litza durant la congelació, mentre que la seva viscositat augmenta amb el descens de temperatura fins a la formació d'un estat sòlid amorf. L'exposició i les taxes de congelació han de ser prou ràpides per evitar la toxicitat i la formació de cristalls intracel·lulars que puguin danyar el contingut cel·lular. Per aconseguir que la deshidratació sigui molt ràpida s'utilitzen crioprotectors en concentracions elevades. Abans de la congelació, el material biològic ha d'equilibrar amb aquesta solució crioprotectora (en menor concentració) perquè pugui suportar el xoc osmòtic. La taxa de supervivència de les mostres és major del 90%, i els embrions solen sobreviure intactes.